# Parishia
Parishia is een geslacht uit de pruikenboomfamilie (Anacardiaceae). De soorten uit het geslacht komen voor van in Indochina tot in West- en Centraal-Maleisië.

## Soorten
- Parishia coriacea P.S.Ashton
- Parishia dinghouiana Kochummen
- Parishia insignis Hook.f.
- Parishia maingayi Hook.f.
- Parishia malabog Merr.
- Parishia paucijuga Engl.
- Parishia sericea Ridl.
- Parishia trifoliolata Kochummen

... · 
Anacardium · 
Bouea · 
Buchanania · 
Cotinus · 
Mangifera · 
Pistacia (Pistache) · 
Protorhus · 
Rhus · 
Schinus · 
Sclerocarya · 
Sorindeia · 
Spondias · 
Toxicodendron · 
...